# Нитроксолин
Нитроксолин (действующее вещество: 5-нитро-8-хинолинол, торговое наименование: «5-НОК») — лекарственное средство, обладающее противомикробным действием, из группы оксихинолинов.
Применяется в лечении и профилактике инфекции мочевыводящих путей в странах Европы более 50 лет. Согласно метаанализу различных исследований, является эффективным и достаточно безопасным в применении среди детей и взрослых. Побочные эффекты по большей части относятся к нарушениям работы желудочно-кишечного тракта, иногда бывают аллергические реакции. Однако исследования 70-х годов показали, что нитроксолин вызывает катаракту глаз у крыс, из-за чего препарат был запрещён к применению как минимум в двух странах.
Лекарственная форма: таблетки, покрытые оболочкой 50 мг.

## Фармакологическое действие
Противомикробное средство из группы оксихинолинов. Обладает широким спектром действия. Селективно подавляет синтез бактериальной ДНК, образует комплексы с металлосодержащими ферментами микробной клетки. Оказывает действие на грамположительные бактерии: Staphylococcus spp. (в том числе Staphylococcus aureus), Streptococcus spp. (в том числе бета-гемолитических стрептококков, Streptococcus pneumoniae, Enterococcus faecalis), Corynebacterium spp., Bacillus subtilis и др. и грамотрицательные бактерии: Escherichia coli, Proteus spp., Klebsiella spp., Salmonella spp., Shigella spp., Enterobacter spp., возбудители гонореи, некоторые другие микроорганизмы: Mycobacterium tuberculosis, Trichomonas vaginalis. Эффективен в отношении некоторых видов грибов (кандиды, дерматофиты, плесень, некоторые возбудители глубоких микозов).

## Фармакокинетика
Абсорбция — высокая. Выводится почками в неизмененном виде. Отмечается высокая концентрация в моче (100 мкг/мл и более).

Но по данным, приведённым в ПРАКТИЧЕСКОМ РУКОВОДСТВЕ по антиинфекционной химиотерапии (под редакцией Л.С. Страчунского, Ю.Б. Белоусова, С.Н. Козлова), фармакокинетика изучена недостаточно. В ограниченном числе исследований выявлена высокая вариабельность таких параметров, как время развития и величина пиковой концентрации в крови, период полувыведения. Нитроксолин хорошо и быстро (15-30 мин) всасывается в ЖКТ. Высокие концентрации создаются только в моче, причем наиболее высокий уровень препарата сохраняется лишь в течение 1—2 ч. В неизмененном виде выводится менее 1 % препарата, оставшаяся часть — в виде метаболитов, антибактериальная активность которых не изучена. Данные о фармакокинетике у детей отсутствуют.

## Показания
Инфекции мочевыводящих путей: пиелонефрит, цистит, уретрит, эпидидимит; профилактика инфекций при различных вмешательствах (катетеризация, цистоскопия, операции на почках и мочеполовых путях).

## Противопоказания
Гиперчувствительность, катаракта, неврит, полиневрит, беременность, период лактации, хроническая почечная недостаточность (олиго-, анурия), печеночная недостаточность, дефицит глюкозо-6-фосфатдегидрогеназы.

## Режим дозирования
Внутрь, во время или после еды, по 100 мг 4 раза в день, в течение 2—3 недель. В случае необходимости прием можно продолжать по интермиттирующей схеме — по 2 недели в месяц. Максимальная суточная доза — 800 мг. Средняя доза для детей школьного возраста составляет 200—400 мг/сут. Детям младше 5 лет назначают дозу 200 мг/сут, разделенную на 4 приема. Для профилактики инфекций при операциях на почках и мочевыводящих путях — 100 мг 4 раза в сутки в течение 2—3 нед.

## Побочные эффекты
Диспепсия (тошнота, рвота), аллергические реакции (кожная сыпь); тахикардия, атаксия, головная боль, парестезии, полиневропатия, нарушения функции печени.

## Особые указания
Моча на фоне лечения окрашивается в желто-красный цвет.